# باغ پهلوان‌پور
باغ پهلوان‌پور مربوط به اواخر دوره قاجار است و در شهر مهریز استان یزد واقع شده است. این اثر در تاریخ ۷ مهر ۱۳۸۱ با شمارهٔ ثبت ۶۳۳۴ به‌عنوان یکی از آثار ملی ایران به ثبت رسیده است.
باغ تاریخی پهلوان‌پور که در محله مزویرآباد (شهرک شهید زارعین) مهریز واقع شده، یکی از شاخص‌ترین آثار یزد که یادگار دوران قاجاریه در ایران است. این باغ در اصل متعلق به شخصی به نام «حسن ملارضا» بوده، ولی بعد از او، مالکیت باغ در اختیار داماد او یعنی آقای «علی پهلوان‌پور»، از پهلوانان مهریزی، قرار می‌گیرد. علی پهلوان‌پور یکی از تاجران یزدی در آن زمان بود که نام باغ از نام او گرفته شده است. این باغ توسط میراث فرهنگی استان یزد خریداری و تعمیر و مرمت شده است.
موزه مردم‌شناسی پیش از آن که در باغ پهلوان‌پور آغاز به کار کند، در یکی از حمام‌های تاریخی شهر مهریز با نام گرمابه استهریج بر پا بود و سپس به این مکان منتقل شد. در این مجموعه بیش از ۴۰۰ اثر شامل انواع ابزارآلات مشاغل بومی، ظروف پخت غذا، کتیبه‌های قدیمی، پوشاک سنتی و غیره را می‌توان دید.

## آب و قنات
باغ پهلوان‌پور مهریز به دلیل روان بودن آب از داخل آن از گذشته دارای جاذبه خاصی بوده است. این آب از قنات مشهور به «حسن‌آباد» سرچشمه می‌گیرد که قنات نیز در فهرست آثار جهانی یونسکو به ثبت رسیده است. آب قنات حسن‌آباد درختان چناری را که در حاشیه آن روییده‌اند، سیراب می‌کند. زمین‌های این باغ از آب قنات شاه‌حسینی و قنات مزویرآباد، آبیاری می‌شود.
باغ دارای ۱۶ حقابه (سهمیه آب در اصطلاح محلی یزد حقابه نامیده می‌شود) است که هر ۱۲ روز یکبار به آن متعلق می‌گیرد. زمان هر حقابه بین ۱۰ الی ۱۱ دقیقه است که به آن سبو نیز گفته می‌شود.
دو طرف جوی اصلی باغ پهلوان پور درختان تنومند و سالخورده چنار قرار دارند. درختان مثمر باغ نیز شامل انار، بادام و خرمالو است و کاشت این درختان با توجه به گرمای زیاد استان یزد نمایانگر آب و هوای متفاوت نسبتاً خنک این منطقه است.

## معماری
باغ پهلوان‌پور از لحاظ معماری نمایانگر تغییرات سبک باغ‌سازی کهن ایرانی به سمت و سوی باغ‌سازی رایج امروزی است. این باغ شامل یک مجموعه ورودی، ساختمان کوشک یا شربت‌خانه، بنای زمستان‌خانه، بنای سرایداری، حمام و آشپزخانه است. سبک معماری آن ترکیبی از معماری کوشکی و حیاط مرکزی است که کوشک اصلی در مرکز آکس اصلی باغ قرار دارد، مسیر عبوری آب در باغ نیز از این محور است. علاوه بر این محور اصلی آب در یک محور دیگر نیز جریان دارد که باغ‌آرایی حول این دو محور به وجهی زیبا صورت گرفته است، به این معنا که درختان نظام ساز باغ در حاشیه این دو خیابان کاشته شده‌اند.
مجموعه ورودی باغ شامل برج - اصطبل و کاهدان است. که در حال حاضر به موزه مردم‌شناسی تبدیل شده است. تزیینات برج همانند تزیینات دوره زندیه است اگر چه تاریخ احداث تمامی این سه بنای ذکر شده مربوط به دوره قاجار است. زیباترین بنای باغ کوشک یا شربت‌خانه است که در راستای اصلی‌ترین مسیر باغ واقع گردیده است.
ساخت کوشک به دوره قاجار مربوط می‌شود و در سه سطح (دو و نیم طبقه) طراحی شده است. بخش داخلی کوشک شامل تالار- حوضخانه و گوشوارها است. آب قنات حسن‌آباد از وسط کوشک عبور می‌نماید، و در باغ جاری می‌شود.
بنای معروف دیگر که در مجموعه وجود دارد، بنای زمستان‌خانه است که ساخت آن به دوره پهلوی اول مربوط می‌شود از آن جهت به زمستانخانه مشهور است که جهت آن با توجه به اقلیم منطقه، بنا را برای استفاده در زمستان مناسب می‌ساخته است. این بنا در یک طبقه ساخته شده و اتاق‌های نشیمن، پستو، طنبی و مطبخ را شامل می‌شود. در حال حاضر سوئیت‌های اقامتی باغ در این بخش قرار دارند. در کنار کوشک آشپزخانه، حمام و انباری قرار داشته است که حمام اخیراً بوسیله حفاری از زیر خاک بیرون آورده شده است.
بنای مشهور به سرایداری نیز که محل سکونت و کارگاه خدمه باغ بوده است در جبهه شمالی باغ قرار دارد.

## هتل
باغ پهلوان‌پور اکنون تبدیل به هتل باغ پهلوان پور شده است. هتل باغ پهلوان پور مهریز که فعالیت خود را به‌عنوان یک اقامتگاه از سال ۱۳۸۸ آغاز کرد، حدود ۱۳ اتاق در ظرفیت‌های یک‌تخته تا چهارتخته دارد. این هتل دارای پارکینگ رایگانی به ظرفیت ۴۰۰ خودرو و چشم‌اندازی رو به فضای سرسبز باغ است.
در محیط باغ امکاناتی همچون زمین فوتبال ساحلی و والیبال ساحلی، میز تنیس، فوتبال‌دستی و… قرار داده شده است. سوئیت‌های باغ دارای ساختار سنتی هستند.